# Muttler (Samnaungroep)
De Muttler is een 3293,0 meter hoge berg in het Zwitserse kanton Graubünden. De berg is de hoogste top van de Samnaungroep en ligt op het grondgebied van de gemeente Samnaun. Nabij het hoogste punt van de berg stond een militaire radarinstallatie. Deze is in de zomer van 2008 verwijderd.
De piramidevormige bergtop kent een duizend meter hoge steile noordwestelijke flank en is geliefd bij skiërs. Hoewel de Muttler bijna 3300 meter hoog is, is de top bijna geheel vrij van gletsjers. Ski- en klimtochten over deze helling, die stijgingspercentages tot 40% kent, worden 's winters en 's zomers ondernomen vanuit Samnaun, Tschlin, Vnà of Zuort. Vanuit Samnaun voert de weg zuidwaarts naar het einde van het dal Val Maisas, over de Rossboden (2300 meter). Hierna moet geklommen worden naar de kleine gletsjer ten noordoosten van de top Fuorcla Maisas (2907 meter). Van daar gaat het in oostelijke richting naar een punt op 3145 meter hoogte, waar naar het noordoosten over de Muttlerscharte en de zuidwestelijke graat van de Muttler de top bedwongen kan worden. Een andere optie is om vanaf de Rossboden over het Rossbodenjoch en de noordelijke graat van de berg naar het hoogste punt van de Muttler te klimmen.
Boven op de top heeft men uitzicht over de toppen van een groot deel van zowel de oostelijke als de westelijke Alpen, reikend van het massief van de Zugspitze in het Wettersteingebergte (in het noordoosten) en de Ortlergroep (in het zuidoosten) tot aan de Säntis in de Appenzeller Alpen (in het noordwesten) en het Berninamassief (in het zuidwesten). Bij helder weer is zelfs het Bodenmeer te zien.